# Fußball-Club St. Pauli von 1910 1975-1976
Questa voce raccoglie le informazioni riguardanti il Fußball-Club St. Pauli von 1910 nelle competizioni ufficiali della stagione 1975-1976.

## Stagione
Nella stagione 1975-1976 il St. Pauli, allenato da Jockel Krause, concluse il campionato di 2. Bundesliga al 14º posto. In Coppa di Germania il St. Pauli fu eliminato al primo turno dal Pirmasens.

## Rosa
| N. |                     | Ruolo | Calciatore       |
| -- | ------------------- | ----- | ---------------- |
|    | Germania (bandiera) | P     | Peter Kilian     |
|    | Germania (bandiera) | P     | Reinhard Rietzke |
|    | Germania (bandiera) | D     | Werner Baumann   |
|    | Germania (bandiera) | D     | Jens-Peter Box   |
|    | Germania (bandiera) | D     | Dietmar Demuth   |
|    | Germania (bandiera) | D     | Gino Ferrin      |
|    | Germania (bandiera) | D     | Bernd Hägermann  |
|    | Germania (bandiera) | D     | Manfred Waack    |
|    | Germania (bandiera) | C     | Rolf Höfert      |
|    | Germania (bandiera) | C     | Wolfgang Kampf   |

| N. |                      | Ruolo | Calciatore         |
| -- | -------------------- | ----- | ------------------ |
|    | Germania (bandiera)  | C     | Lazar Mutapdzija   |
|    | Germania (bandiera)  | C     | Butje Rosenfeld    |
|    | Germania (bandiera)  | C     | Dieter Schiller    |
|    | Germania (bandiera)  | A     | Klaus Fock         |
|    | Germania (bandiera)  | A     | Wolfgang John      |
|    | Germania (bandiera)  | A     | Wolfgang Kulka     |
|    | Germania (bandiera)  | A     | Siegmund Marsollek |
|    | Germania (bandiera)  | A     | Horst Neumann      |
|    | Danimarca (bandiera) | A     | Johnny Petersen    |
|    | Danimarca (bandiera) | A     | Søren Skov         |

## Organigramma societario
Area tecnica
- Allenatore: Jockel Krause
- Allenatore in seconda:
- Preparatore dei portieri:
- Preparatori atletici:

## Calciomercato

### Sessione estiva
| Acquisti | Acquisti         | Acquisti              | Acquisti |
| R.       | Nome             | da                    | Modalità |
| -------- | ---------------- | --------------------- | -------- |
| D        | Gino Ferrin      | TeBe Berlino          |          |
| A        | Klaus Fock       | Barmbek-Uhlenhorst    |          |
| P        | Peter Kilian     | Barmbek-Uhlenhorst    |          |
| C        | Lazar Mutapdzija | Eintracht Norderstedt |          |
| A        | Søren Skov       | Odense                |          |

| Cessioni | Cessioni           | Cessioni              | Cessioni |
| R.       | Nome               | a                     | Modalità |
| -------- | ------------------ | --------------------- | -------- |
| A        | Klaus-Dieter Bone  | Mülheim               |          |
| C        | Hermann Bredenfeld | Karlsruhe             |          |
| D        | Frank Pätzold      | Victoria Amburgo      |          |
| A        | Rüdiger Wenzel     | Eintracht Francoforte |          |
| C        | Horst Wohlers      | Borussia M'gladbach   |          |

### Sessione invernale
| Acquisti | Acquisti      | Acquisti          | Acquisti |
| R.       | Nome          | da                | Modalità |
| -------- | ------------- | ----------------- | -------- |
| A        | Wolfgang John | Wacker 04 Berlino |          |

| Cessioni | Cessioni | Cessioni | Cessioni |
| R.       | Nome     | a        | Modalità |
| -------- | -------- | -------- | -------- |

## Risultati

### 2. Bundesliga

#### Girone di andata
| Arbitro: | Halfter |

|                       |           |           |
| Ludwig 37’ Linßen 44’ | Marcatori | 72’ Kulka |

| Arbitro: | Zittrich |

|                        |           |                |
| Fock 30’ Marsollek 86’ | Marcatori | 74’ Schymetzek |

| Arbitro: | Rögner |

|               |           |                                                     |
| Bremekamp 65’ | Marcatori | 2’, 50’ Fock 10’ Schiller 67’ Neumann 79’ Marsollek |

| Arbitro: | Raabe |

|               |           |               |
| Marsollek 21’ | Marcatori | 58’, 64’ Lehr |

| Arbitro: | Wuttke |

|                        |           |                       |
| Milasincic 8’ Blau 43’ | Marcatori | 46’ Hansen 67’ Demuth |

| Arbitro: | Zuchantke |

|  |           |                                |
|  | Marcatori | 29’, 85’ Hayer 77’ Plaggemeyer |

| Arbitro: | Schön |

|             |           |          |
| Neumann 68’ | Marcatori | 46’ Marx |

| Arbitro: | Lüling |

|                                      |           |  |
| Nabrotzki 12’ Fritsche 20’, 72’, 81’ | Marcatori |  |

| Arbitro: | Barnick |

|            |           |                                      |
| Hansen 51’ | Marcatori | 4’ Kerkemeier 25’ Konrad 88’ Ochmann |

| Arbitro: | Kindervater |

|           |           |  |
| Graul 30’ | Marcatori |  |

| Arbitro: | Kaiser |

|                              |           |                                   |
| Kampf 65’ Neumann 81’ (rig.) | Marcatori | 11’ Greif 16’ Mühlenberg 83’ Koch |

| Arbitro: | Waltert |

|          |           |                                           |
| John 29’ | Marcatori | 17’, 73’ Hansen 40’ Rosenfeld 77’ Neumann |

| Arbitro: | Boe |

|            |           |                           |
| Höfert 40’ | Marcatori | 36’ Stolzenburg 60’ Kraus |

| Arbitro: | Risse |

|                                                  |           |  |
| Gerber 1’ Götz 2’ Budde 24’ Baake 32’ Lausen 72’ | Marcatori |  |

| Arbitro: | Glasneck |

|             |           |            |
| Schiller 8’ | Marcatori | 31’ Osieck |

| Arbitro: | Hilker |

|                          |           |                      |
| Kucharski 39’ Mertes 78’ | Marcatori | 3’ Neumann 88’ Kampf |

| Arbitro: | Gremmler |

|               |           |                |
| Rosenfeld 22’ | Marcatori | 66’ (aut.) Box |

| Arbitro: | Brückner |

|                          |           |  |
| Gräwe 20’ Jendrossek 55’ | Marcatori |  |

| Arbitro: | Zittrich |

|                     |           |                |
| Skov 7’ Neumann 58’ | Marcatori | 10’ Rummenigge |

#### Girone di ritorno
| Arbitro: | Meijerink |

|                      |           |                   |
| Skov 27’ Neumann 60’ | Marcatori | 57’ (rig.) Otters |

| Arbitro: | Topolewski |

|                  |           |                               |
| Lütkebohmert 28’ | Marcatori | 49’ Ferrin 83’ John 90’ Kulka |

| Arbitro: | Lutz |

|                                                           |           |              |
| Neumann 27’ (rig.), 44’, 60’ (rig.) Hansen 49’ Höfert 67’ | Marcatori | 78’ Schwarze |

| Arbitro: | Brückner |

|             |           |                                |
| Richter 25’ | Marcatori | 36’, 65’ Neumann 80’, 86’ John |

| Arbitro: | Heitmann |

|  |           |                         |
|  | Marcatori | 36’ Deterding 73’ Moors |

| Arbitro: | Waltert |

|          |           |                              |
| Wolf 49’ | Marcatori | 41’ (rig.) Höfert 51’ Demuth |

| Arbitro: | Bartnick |

|                         |           |                                   |
| Schonert 45’ Röhrig 70’ | Marcatori | 38’ Hansen 53’ Höfert 72’ Neumann |

| Arbitro: | Gabriel |

|                            |           |            |
| Höfert 54’ (rig.) John 83’ | Marcatori | 35’ Zimmer |

| Arbitro: | Heymann |

|                   |           |           |
| Demuth 32’ (aut.) | Marcatori | 2’ Hansen |

| Arbitro: | Hanschke |

|                            |           |            |
| Höfert 22’ (rig.) John 60’ | Marcatori | 73’ Brosda |

| Arbitro: | Barnick |

|                                         |           |  |
| Wohlgemuth 8’ Schock 42’ Mühlenberg 90’ | Marcatori |  |

| Arbitro: | Gremmler |

|                                                         |           |                  |
| Hansen 14’ Demuth 40’ Höfert 48’ Ferrin 56’ Neumann 85’ | Marcatori | 11’, 89’ Lindner |

| Arbitro: | Eschweiler |

|                                    |           |  |
| Sprenger 44’ Jakobs 71’ Zimmer 82’ | Marcatori |  |

| Arbitro: | Gabor |

|                     |           |                                              |
| Neumann 65’ Box 74’ | Marcatori | 4’ Redder 24’, 76’ Gerber 89’ (rig.) Pröpper |

| Arbitro: | Zuchantke |

|                                    |           |                                  |
| Osieck 8’ Sikora 20’, 72’ Bone 32’ | Marcatori | 68’ Kulka 78’ Marsollek 84’ Skov |

| Arbitro: | Eggert |

|           |           |             |
| Waack 21’ | Marcatori | 26’ Hermann |

| Arbitro: | Burgers |

|                                                             |           |                        |
| Geyer 13’ Wolf 28’, 46’, 76’ Kasperski 62’ Huber 75’ (rig.) | Marcatori | 18’ Marsollek 61’ Skov |

| Arbitro: | Barnick |

|                                    |           |                                           |
| Demuth 47’ Marsollek 74’ Kampf 84’ | Marcatori | 5’ Klimke 17’, 51’, 82’ Krause 48’ Hammes |

| Arbitro: | Rieb |

|                                                     |           |                                    |
| Bruchhagen 4’ Rudloff 45’ Rummenigge 57’ Oswald 85’ | Marcatori | 32’, 80’, 83’ Marsollek 58’ Demuth |

### Coppa di Germania
| Arbitro: | Weyland |

|            |           |               |
| Höfert 78’ | Marcatori | 40’ Weinkauff |

| Arbitro: | Scheffner |

|                                                       |           |                           |
| Seiler 30’ Weinkauff 39’, 72’, 85’ (rig.) Beichle 42’ | Marcatori | 28’ Petersen 60’ Schiller |

## Statistiche

### Statistiche di squadra
| Competizione      | Punti | In casa | In casa | In casa | In casa | In casa | In casa | In trasferta | In trasferta | In trasferta | In trasferta | In trasferta | In trasferta | Totale | Totale | Totale | Totale | Totale | Totale | DR  |
| Competizione      | Punti | G       | V       | N       | P       | Gf      | Gs      | G            | V            | N            | P            | Gf           | Gs           | G      | V      | N      | P      | Gf     | Gs     | DR  |
| ----------------- | ----- | ------- | ------- | ------- | ------- | ------- | ------- | ------------ | ------------ | ------------ | ------------ | ------------ | ------------ | ------ | ------ | ------ | ------ | ------ | ------ | --- |
| 2. Bundesliga     | 34    | 19      | 7       | 4       | 8       | 34      | 36      | 19           | 6            | 4            | 9            | 36           | 46           | 38     | 13     | 8      | 17     | 70     | 82     | -12 |
| Coppa di Germania | -     | 1       | 0       | 1       | 0       | 1       | 1       | 1            | 0            | 0            | 1            | 2            | 5            | 2      | 0      | 1      | 1      | 3      | 6      | -3  |
| Totale            | 34    | 20      | 7       | 5       | 8       | 35      | 37      | 20           | 6            | 4            | 10           | 38           | 51           | 40     | 13     | 9      | 18     | 73     | 88     | -15 |

### Andamento in campionato
| Giornata  | 1  | 2  | 3 | 4  | 5  | 6  | 7  | 8  | 9  | 10 | 11 | 12 | 13 | 14 | 15 | 16 | 17 | 18 | 19 | 20 | 21 | 22 | 23 | 24 | 25 | 26 | 27 | 28 | 29 | 30 | 31 | 32 | 33 | 34 | 35 | 36 | 37 | 38 |
| --------- | -- | -- | - | -- | -- | -- | -- | -- | -- | -- | -- | -- | -- | -- | -- | -- | -- | -- | -- | -- | -- | -- | -- | -- | -- | -- | -- | -- | -- | -- | -- | -- | -- | -- | -- | -- | -- | -- |
| Luogo     | T  | C  | T | C  | T  | C  | C  | T  | C  | T  | C  | T  | C  | T  | C  | T  | C  | T  | C  | C  | T  | C  | T  | C  | T  | T  | C  | T  | C  | T  | C  | T  | C  | T  | C  | T  | C  | T  |
| Risultato | P  | V  | V | P  | N  | P  | N  | P  | P  | P  | P  | V  | P  | P  | N  | N  | N  | P  | V  | V  | V  | V  | V  | P  | V  | V  | V  | N  | V  | P  | V  | P  | P  | P  | N  | P  | P  | N  |
| Posizione | 12 | 10 | 6 | 10 | 12 | 14 | 15 | 15 | 16 | 16 | 18 | 17 | 18 | 18 | 18 | 18 | 19 | 19 | 18 | 17 | 16 | 14 | 13 | 15 | 13 | 12 | 11 | 11 | 10 | 11 | 10 | 11 | 11 | 12 | 12 | 14 | 14 | 14 |

Legenda:

Luogo: C = Casa; T = Trasferta. Risultato: V = Vittoria; N = Pareggio; P = Sconfitta.

### Statistiche dei giocatori
| Giocatore     | 2. Bundesliga | 2. Bundesliga | 2. Bundesliga | 2. Bundesliga | Coppa di Germania | Coppa di Germania | Coppa di Germania | Coppa di Germania | Totale   | Totale | Totale      | Totale     |
| Giocatore     | Presenze      | Reti          | Ammonizioni   | Espulsioni    | Presenze          | Reti              | Ammonizioni       | Espulsioni        | Presenze | Reti   | Ammonizioni | Espulsioni |
| ------------- | ------------- | ------------- | ------------- | ------------- | ----------------- | ----------------- | ----------------- | ----------------- | -------- | ------ | ----------- | ---------- |
| W. Baumann    | 13            | 0             | 3             | 0             | 0                 | 0                 | 0                 | 0                 | 13       | 0      | 3           | 0          |
| J. Box        | 25            | 1             | 2             | 0             | 0                 | 0                 | 0                 | 0                 | 25       | 1      | 2           | 0          |
| D. Demuth     | 38            | 5             | 4             | 0             | 2                 | 0                 | 1                 | 0                 | 40       | 5      | 5           | 0          |
| G. Ferrin     | 17            | 2             | 3             | 0             | 0                 | 0                 | 0                 | 0                 | 17       | 2      | 3           | 0          |
| K. Fock       | 9             | 3             | 1             | 0             | 2                 | 0                 | 1                 | 0                 | 11       | 3      | 2           | 0          |
| H. Hansen     | 35            | 8             | 2             | 0             | 2                 | 0                 | 0                 | 0                 | 37       | 8      | 2           | 0          |
| B. Hägermann  | 24            | 0             | 1             | 0             | 1                 | 0                 | 0                 | 0                 | 25       | 0      | 1           | 0          |
| R. Höfert     | 31            | 7             | 2             | 1             | 2                 | 1                 | 1                 | 0                 | 33       | 8      | 3           | 1          |
| W. John       | 17            | 5             | 1             | 0             | 0                 | 0                 | 0                 | 0                 | 17       | 5      | 1           | 0          |
| W. Kampf      | 25            | 3             | 3             | 0             | 2                 | 0                 | 0                 | 0                 | 27       | 3      | 3           | 0          |
| P. Kilian     | 6             | 0             | 0             | 0             | 0                 | 0                 | 0                 | 0                 | 6        | 0      | 0           | 0          |
| W. Kulka      | 26            | 3             | 0             | 0             | 2                 | 0                 | 0                 | 0                 | 28       | 3      | 0           | 0          |
| S. Marsollek  | 10            | 9             | 0             | 0             | 1                 | 0                 | 0                 | 0                 | 11       | 9      | 0           | 0          |
| L. Mutapdzija | 13            | 0             | 2             | 0             | 1                 | 0                 | 0                 | 0                 | 14       | 0      | 2           | 0          |
| H. Neumann    | 36            | 15            | 2             | 0             | 2                 | 0                 | 1                 | 0                 | 38       | 15     | 3           | 0          |
| J. Petersen   | 13            | 0             | 0             | 0             | 2                 | 1                 | 0                 | 0                 | 15       | 1      | 0           | 0          |
| R. Rietzke    | 32            | 0             | 0             | 0             | 2                 | 0                 | 0                 | 0                 | 34       | 0      | 0           | 0          |
| B. Rosenfeld  | 31            | 2             | 1             | 0             | 0                 | 0                 | 0                 | 0                 | 31       | 2      | 1           | 0          |
| D. Schiller   | 35            | 2             | 4             | 0             | 2                 | 1                 | 0                 | 0                 | 37       | 3      | 4           | 0          |
| S. Skov       | 19            | 4             | 3             | 0             | 0                 | 0                 | 0                 | 0                 | 19       | 4      | 3           | 0          |
| M. Waack      | 18            | 1             | 3             | 0             | 1                 | 0                 | 0                 | 0                 | 19       | 1      | 3           | 0          |